# Вільгельм X (герцог Аквітанії)
Вільгельм X Святий (*Guillaume X, 1099  — 9 квітня 1137) — герцог Аквітанії, Гасконі, граф Пуатьє у 1127—1137 роках.

## Життєпис

### Молоді роки
Походив з роду Рамнульфідів. Син Вільгельма IX, герцога Аквітані та Гасконі, і Філіппи Тулузької. Народився у 1099 році в Тулузі. В цей час його батьки правили значною частиною графства Тулузького. Проте того ж року батько Вільгельма під тиском зовнішніх обставин залишив Тулузу Бертрану Раймундіду, а потім вирушив у хрестовий похід.
Вільгельм з матір'ю влаштувався в Пуатьє, де здобув освіту гідну для тогочасного принца. 1102 року з походу повернувся Вільгельм IX. 1114 року після батько віддалився від матері Вільгельма, відкрито привіз до палацу коханку Амобергу де Л'Іль-Бушар, дружину одного зі своїх васалів. Через це сильно погіршилися відносини між батьком і сином, поки молодший Вільгельм в 1121 році, вже після смерті матері, не одружився з донькою коханки батька, Аенор.

### Герцог
У 1127 році після смерті батька успадкував усі його володіння. Як і його батько, Вільгельм X був покровителем трубадурів, музики і літератури. Він був освіченою людиною і подбав про те, щоб дітям надати чудову освіту, рідкісне в той час для правителів Європи.
У самій Аквітанії він змушений був боротися зі змовою декількох шляхетських родів проти себе і знищив змовників на чолі із Гуго VII де Лузіньяном. Невдовзі після цього король Людовик VI вдерся до Оверні, де взяв в облогу Клермон-Ферран, але попри заклик герцог не прийшов на допомогу.
Всупереч волі місцевих єпископів герцог підтримав антипапу Анаклета II в розколі 1130 року. Того ж року померла його дружина. Згодом він оженився на доньці віконта Ліможу. У 1134 році Бернар Клервоський переконав Вільгельма X відмовитися від підтримки Анаклета і визнати папою римським Інокентія II.
Водночас продовжив активну зовнішню політику батька, проте спрямував її на північ. Він боровся з англійським королем Стефаном в Нормандії, на яку він напав в 1136 році разом з Жоффруа V Плантагенетом і Францією, допомігши першому захопити Нормандію. Того ж року рушив проти Вульгріна II Тайлефера, графа Ангулема, який повстав проти влади герцога. Доволі швидко Вільгельм X змусив графа підкоритися.
У 1137 році Гійом вирушив на прощу до Сантьяго-де-Компостела, але помер в дорозі, імовірно через отруєння їжею. На смертному ложі він висловив бажання, щоб король Франції Людовик VI став опікуном його доньки і спадкоємиці Елеонори і знайшов їй відповідного чоловіка. Людовик VI прийняв опікунство і одружив  Елеонору зі своїм сином Людовиком.

## Родина
1 Дружина — Елеонора (Алієнор), донька Аймері I, віконта Шательро.
Діти:
- Алієнор (1022/1024—1204), дружина: 1) Людовика VII, короля Франції; 2) Генріха II, короля Англії
- Аделаїда Петронілла (1125—1151/1152), дружина Рауля I, графа Вермандуа
- Вільгельм (1126—1130)

2. Дружина — Емма, донька Адемара III, віконта Ліможу.